# Nu rose, intérieur rouge
Nu rose, intérieur rouge – ou Nu debout – est un tableau réalisé par le peintre français Henri Matisse en 1947. Partie de la série des Intérieurs de Vence, cette huile sur toile représente une  femme nue de couleur rose qui se tient debout dans un intérieur rouge s'ouvrant par une fenêtre. Exposée en 1949 dans la galerie new-yorkaise du fils de l'artiste, Pierre Matisse, l'œuvre fait partie des collections du Musée national d'Art moderne, à Paris, depuis 1991. Elle se trouve en dépôt au musée Matisse du Cateau-Cambrésis, dans le Nord, depuis le 27 janvier 1993.